# Xiaomi Mi Note
Le Xiaomi Mi Note et le  Xiaomi Mi Note Pro (en chinois simplifié : 小米Note et 小米Note 顶配版) ou désormais Mi Note et Mi Note Pro, sont deux smartphones de la marque chinoise Xiaomi Tech. Ils ont été présentés le 15 janvier 2015 et sont équipés d'un écran 1920*1080 de 5,7" JDI par Sharp pour le Mi Note et d'un écran 2K 2560*1440 pixels de 5,7" JDI pour le Mi Note Pro. Ainsi que d'un processeur haut de gamme de chez Qualcomm. Le Mi Note est disponible en 2 coloris : Noir et blanc et le Mi Note Pro est disponible en couleur or champagne.
Le  31 mars 2015, la firme publie le code source du noyau du Mi Note publiquement.
Le 31 mars 2015, Xiaomi annonce une édition totalement rose du Mi Note. Il serait inclus dans cette édition un Mi PowerBank de 5 000 mAh et ce package serait vendu au prix de 2499 yuans (environ 403 $), soit 375 €.
Le 16 avril 2015, la firme annonce une édition du Mi Note, baptisée « Mi Note Black édition », la firme a créé un partenariat avec l'artiste Jason Zhang, l'édition Black du Mi Note comprendra donc son nouvel album. Le smartphone, lui, ne change pas. Seul l'interface MIUI change et s'adaptera au design tout noir du smartphone au niveau du lecteur musical, des fonds d’écran et de l’écran de verrouillage.
En 2019, Xiaomi annoncé son nouveau smartphone de milieu de gamme Xiaomi Mi Note 10. Ce mobile est équipé d'un écran AMOLED de 6,47 pouces, d'un SoC Qualcomm Snapdragon 730G épaulé par 6, 8 ou 12 Go de RAM, 5 capteurs dorsaux dont un de 108 mégapixels et une batterie de 5270 mAh.

## Mi Note Pro
Après l'annonce du Mi Note, Lei Jun annonce lors de la conférence une version plus haut de gamme de ce Mi Note, il est baptisé Mi Note Pro et possède les caractéristiques suivantes :
- Objectif arrière Sony 13 mégapixels (stabilisation d'image optique, stabilisateur OIS, 6 lentilles, ouverture ƒ/2.0, flash LED Philips, mode manuel/HDR, 4K Ultra HD) et objectif avant 4 mégapixels (taille du pixel : 2µ), ouverture ƒ/2.0, 1080p.
- Écran JDI 5,7 pouces 2K 2560 x 1440, 515PPI.
- Snapdragon 810 64-bit processeur octo-core cadencé à 2,8 GHz (Puce graphique Adreno 430)
- 4 Go RAM LPDDR4
- Mémoire flash eMMC 5.0 64 Go
- Batterie 3 090 mAh
- Micro SIM/nano SIM. co-processeur, puces audio séparées ESS ES9018K2M. Deux amplis TI OPA1612 version personnalisée du DJA ADA4896 avec lecture du taux d'échantillonnage élevé (192KHz/24 bit) en DSD, FLAC, APE et WAV[8].

La première vente du Mi Note Pro est programmée le 12 mai 2015.

## Méthode de fabrication
Lors de la conférence, Lei Jun a tenu à expliquer la méthode de fabrication du Mi Note, que ce soit en termes de design ou de performance.

### Design
L'entreprise intègre à ce Mi Note deux vitres en verres, fusionné avec le verre de Corning Gorilla Glass de troisième génération : Une à l'avant dite "2,5D" et une à l'arrière en "3D", les termes 2,5D et 3D signifient que les verres de protections sont courbés sur les deux côtés, la technique employée ici en mettant deux verres de protection, l'une en 2,5D à l'arrière et l'autre en 3D à l'avant permet donc de maximiser la protection contre les rayures et de la casse tout en maximisant le confort quand on touche les bords. La firme a également ajouté à ça, un châssis métallique en alliage d'aluminium pour que le Mi Note puisse être le plus léger possible (6,95 mm). Le Mi Note propose une batterie très puissante (3 000 mAh) alors que le smartphone est très fin. Pour comparaison, l'iPhone 6 Plus possède une batterie de 2 915 mAh et propose une finesse de 7,1 mm. Lors de la conférence, Lei Jun s'est moqué d'Apple et de son iPhone 6 Plus, en discriminant l'objectif de l'appareil photo dépassant de la coque, à comparer l'objectif de l'appareil photo du Mi Note et celui de l'iPhone 6 Plus, proposant tous deux une stabilisation optique. Mais la différence réside dans le fait que l'objectif de l'appareil photo du Mi Note ne dépasse pas, moquant ce petit détail ainsi que la finesse et la taille d'écran record du Mi Note comparé à l'iPhone 6,.

### Composants

#### SIM
Le Mi Note possède deux supports de carte SIM, l'un supporte la nano SIM et l'autre micro SIM, ils peuvent prendre en charge la 4G traditionnelle (FDD-LTE) et la 4G de China Unicom (TD-LTE). On peut utiliser deux numéros de téléphones différents sur le Mi Note, tout en le laissant en veille.

#### Écran
Le Mi Note possède également un écran "LCD négative" très éclairé. La technologie LCD négative utilise une nouvelle génération surpassant le taux de contraste classique, rendant l'écran à la fois clair et sombre. La saturation des couleurs peut atteindre jusqu'à 95 % NTSC. En général, le téléphone met en évidence le contraste avec les zones sombres mais ne peut atteindre un rapport de contraste de 1000: 1. La raison pour laquelle l'écran "LCD négative" peut avoir un taux de contraste élevé, c'est parce que les cellules à cristaux liquides peuvent mieux traverser la lumière, l'écran est plus lumineux tout en ayant la même consommation d'énergie. Avec la technologie UV Align, cela permet aux cellules à cristaux liquides d'afficher les zones noires de manière plus approfondie. Les zones sombres plus sombres et les zones claires plus lumineuses, et finalement le 1 400: 1 possède un rapport de contraste élevé. L'écran s'adapte également à l'utilisation au soleil, la luminosité s'adapte et les pixels sont réglés indépendamment pour économiser jusqu'à 30 % d'énergie ainsi qu'une technologie visant à réduire la fatigue oculaire, en limitant l’émission des rayons lumineux de courte longueur d’onde, l'utilisation intérieure permet également à l'écran de régler les pixels de façon qu'ils puissent reproduire des couleurs plus vives. Enfin, l'écran du Mi Note est un écran LCD JDI par Sharp possédant une définition de 1920x1080 Full HD (1080p) et d'un total de 386 ppp (Pixels per inch ou pixels par pouce) et le Mi Note Pro possède un écran LCD JDI d'une définition 2K (2560x1440) ainsi que de 515 ppp,.

#### Processeur et Mémoire RAM

##### Mi Note
Le processeur embarqué dans le Mi Note est un Qualcomm Snapdragon 801, comprenant quatre cœurs Krait 400 2,5 GHz gravé en 28 nm en 32-bit ainsi que d'une puce graphique Adreno 330 prenant en charge le traitement graphique avancé API, y compris OpenGL ES 3.0, OpenCL, renderScript Calcul et FlexRender. L'Adreno 330 est en mesure de prendre en charge rapidement des graphiques complexes, grâce à l'architecture Unified Shader et la technologie FlexRender permettant un rendu rapide. Le Mi Note possède pour finir 3 Go de mémoire RAM LPDDR3.

##### Mi Note Pro
Le Mi Note Pro est équipé quant à lui du processeur Qualcomm Snapdragon 810 en 64-bit, qui est l'un des plus rapides processeurs mobiles dans le monde actuellement. Il utilise une nouvelle génération de l'architecture 64 bits, doublant la capacité du processeur par rapport à une architecture 32 bits. Basé sur un processus plus avancé dans la fabrication d'une gravure en 20 nanomètres, le processeur intègre quatre cœurs Cortex-A57 et quatre cœurs Cortex-A53, un total de huit cœurs. Accompagné d'une puce Adreno 430, à titre de comparaison, la puce graphique Adreno 430 possède un traitement jusqu'à 80 % plus puissant que l'Adreno 330 et la consommation d'énergie est réduite de 50 % grâce à la finesse de gravure diminuée de 8 nanomètres par rapport à la génération précédente. En complément, le Mi Note Pro se permet de s'équiper de 4 Go de mémoire RAM de la dernière génération de mémoire vive qui soit : La LPDDR4, la vitesse est 1,7 fois plus puissante que la mémoire LPDDR 3 tout en ayant une consommation équivalente à la précédente génération.
Pour finir, le 6 mai 2015, la firme a annoncé les détails concernant la véritable puissance du Mi Note Pro. Compte tenu des polémiques concernant les problèmes de surchauffes que rencontre le modèle 810 de la gamme Snapdragon de Qualcomm, la firme s'est voulu rassurante en affirmant être le premier constructeur au monde à avoir pallié le problème tout en gardant des performances accrus dans ce smartphone. La firme explique son procédé breveté en expliquant que ses ingénieurs auraient optimisés la structure de téléphone afin de dissiper la chaleur plus uniformément. La conductivité thermique du CPU a été optimisée et quatre ailettes de refroidissement en graphite dont une double couche ont été insérées à l’intérieur. Après 20 minutes de jeu, la température à l’arrière est de 36,3 ℃. Elle est donc inférieure à celle du corps humain. Xiaomi aurait demandé cinq brevets de conductivité thermique. Non seulement le smartphone ne chauffe presque pas mais il affiche également un benchmark record de 63 424 points sur AnTuTu. Ce qui fait de ce smartphone le plus puissant de tous ceux étant équipés d'un Snapdragon 810.

#### Batterie
Le Mi Note et le Mi Note Pro possèdent une finesse de 6,95 mm, avec respectivement une batterie de 3 000 mAh pour le Mi Note et 3 090 mAh pour le Mi Note Pro. La taille de la batterie est 8,5 % plus petite que celle du Mi4, tandis que la densité d'énergie est amélioré de 6,3 %. S'ajoute également la prise en charge de la charge rapide 2.0, une technologie qui permet de ne pas avoir à attendre un temps de charge trop long. A titre d'exemple, il est possible de regarder 10 heures de vidéos en Haute Définition, d'après le constructeur.

#### Appareil Photo
Ils sont également équipés d'un appareil photo de 13 mégapixels par Sony, il possède un stabilisateur d'image optique comme l'iPhone 6 Plus, qui permet, lorsque l'on prend en photo de nuit par exemple, d'éviter les photos floues. Lorsque le gyroscope interne du Mi Note détecte que le smartphone est secoué, il calcule la puissance de la secousse via l'anti-shake, puis la caméra active instantanément la bobine mobile pour déplacer la caméra dans la direction opposée afin d'obtenir une image stable et nette. Il a par ailleurs l'option de "température de couleur flash", permettant d'avoir des couleurs naturelles lorsque l'on prend des photos de nuit. L'appareil photo en façade dispose de 4 mégapixels, la taille d'un pixel capturé par cet objectif mesurant 2 microns. Ce qui est presque le double de la caméra frontale du Mi4, ça permet d'avoir une meilleure qualité, moins de bruits sur les photos et une meilleure performance en faible luminosité. Le Mi Note permet d'utiliser un grand nombre de modes manuels : Le mode HDR et réglage rapide de l'exposition, les techniques d'affichage ... etc. Lorsque l'on utilise un flash basique sur un smartphone, la prise de la photo est parfois bleutée à cause du flash. Le Mi Note embarque deux modules d'émission de lumière par Philips, l'un provoquant une lumière froide (couleur bleutée) et l'autre permet l'augmentation de la lumière chaude, ce qui permet d'avoir une lumière proche de la lumière du soleil afin de restaurer les effets de couleurs naturelles. Ils possèdent également la fonction suivi dynamique AF, cette fonctionnalité permet de suivre automatiquement les objets en déplacement, ça verrouille la mise au point. Il suffit de toucher l'écran avec deux doigts pour activer la fonction AF suivi dynamique, afin de faciliter la prise d'objets en mouvement en vidéo. Grâce à cette fonction, l'utilisateur peut même filmer avec une mise au point précise des véhicules en mouvement par exemple. Et pour finir, la caméra des Mi Note et Mi Note Pro peut atteindre 30 images par seconde et peut filmer en résolution 4K (3840x2160).

#### Audio
Le Mi Note et Mi Note Pro possèdent tous deux une meilleure lecture des musiques. Avec un taux d'échantillonnage élevé qui est une norme de qualité, tout comme la résolution de photos, plus le taux d'échantillonnage est riche, plus la qualité du son est élevée. Le taux d'échantillonnage élevé peut transformer l'écoute de la musique plus proche de la qualité d'une bande son, les détails sont plus riches. Les deux smartphones peuvent donc lire une musique à hauteur de 192 kHz/24bits, c'est la norme de qualité de l'enregistrement audio dans les studios, ce qui équivaut à quatre fois les normes de qualité CD normaux. Habituellement, les smartphones possèdent une puce de décodage intégré, mais ici, les Mi Note et Mi Note Pro possèdent une carte son séparée, ce qui augmente la qualité du son. Les deux smartphones ont une puce audio DAC de qualité professionnelle, ce sont des puces fabriqué par l'un des leaders mondiaux des puces audio qui est ESS Technology avec sa puce ES9018K2M. Les deux smartphones possèdent également des amplificateurs indépendants. Ils supportent tous deux de nombreux formats audio sans pertes comme FLAC, APE, DSD et WAV et possèdent 20 réglages différents pour rendre l'écoute des musiques au goût de l'utilisateur. Et pour finir, il possède la fonction « SmartPA », ce qui permet d'améliorer les haut-parleurs intégrés du smartphone avec des effets sonores et permet de s'assurer que le volume élevé n'endommage pas les haut-parleurs,.

#### Connectivité
Les deux appareils sont compatibles avec la norme 802.11ac, qui est le dernier standard de la génération du Wi-Fi, le débit est trois fois plus élevé que la génération précédente, supportant les bandes de fréquences 5 GHz et 2,4 GHz tout en ayant moins d'interférences que par le passé, de façon que la connexion Wi-Fi soit plus rapide et plus stable. Ils supportent également le Bluetooth 4.1 à faible puissance. Le Bluetooth 4.1 par rapport à la version 4.0 bénéficie d'un taux de transfert plus élevé et une faible consommation d'énergie.

#### Co-Processeur Sensor Hub
Le Mi Note et Mi Note Pro ont un coprocesseur nommé "Sensor Hub", à l'instar de ce que propose l'iPhone 6 et son M8, il gère indépendamment les mouvements que l'on fait avec l'appareil et propose le gyroscope, l'accéléromètre, des capteurs magnétiques et d'autres fonctions de traitement de données sans ajouter plus de charge pour le processeur principal, afin de réduire la consommation d'énergie. Sensor Hub permet également d'aider l'utilisateur lors de ses activités physiques. De nouvelles applications faites pour les activités physiques sont disponibles pour l'occasion, de sorte que le smartphone soit le partenaire sportif de l'utilisateur.

## Prix

### Mi Note
- 2299 yuans (environ 371 $), soit 320 € pour la version 16 Go.
- 2799 yuans (environ 452 $), soit 390 € pour la version 64 Go.

### Mi Note Pro
- 2999 yuans (environ 484 $), soit 426 € pour la version 64 Go.

Le Mi Note Pro était initialement prévue, lors de l'annonce du Mi Note à 3299 yuans (environ 533 $), soit 460 €. Mais après son annonce officielle le 6 mai 2015, la firme a finalement revu son prix à la baisse, en le proposant à 2999 yuans (environ 484 $), soit 426 €.

## Réception
Le 27 janvier 2015 a eu lieu la première vente du Mi Note. Au total, ce sont plus de 220 millions de personnes qui se sont inscrites pour cette vente. Le stock du Mi Note s'est écoulé en moins de 3 minutes.